# Nikola Zhekov
Nikola Todorov Zhekov (en búlgaro: Никола Тодоров Жеков; 25 de diciembre de 1864 - 1 de noviembre de 1949) fue el ministro de la Guerra de Bulgaria en 1915 y sirvió como comandante en jefe desde 1915 a 1918 durante la Primera Guerra Mundial.
Nació en 1865 en Sliven. Fue aceptado en la Escuela Militar de Sofía y se presentó voluntario en un regimiento durante la guerra serbo-búlgara de 1885. En 1886 formó parte del golpe militar contra el príncipe Alejandro de Batenberg. Después de que el golpe fallara, fue despojado del grado de cadete y enviado a servir en el 12.º Regimiento de Infantería. Pronto recibió una amnistía por su delito y se graduó en la Escuela Militar. En 1887 fue ascendido a teniente y asignado al 2.º Regimiento de Artillería en Shumen. En 1894 fue ascendido a capitán y mandado a Italia donde, en 1898, se graduó en la academia militar de Turín. A su regreso a Bulgaria, sirvió en el 3.er Regimiento de Artillería. En 1901 fue ascendido a mayor y enseñó en la Escuela Militar de Sofía, de la devino jefe de estudios en 1912. Entre 1910 y 1912 también sirvió como comandante en el Primer Regimiento de Infantería.

## Guerra de los Balcanes
Durante la primera guerra de los Balcanes, el coronel Zhekov sirvió como jefe del Estado Mayor del Segundo Ejército, donde fue encargado del asedio inicial y de la toma de la estratégica fortaleza de Edirne. Contrajo una enfermedad que le impidió participar en la segunda guerra de los Balcanes y después de que se le asignó el mando de las fuerzas búlgaras en Tracia occidental.
En 1913-1914 Zhekov también formó parte de una misión diplomática búlgara en Estambul, que participó en la negociación de un convenio militar entre Bulgaria y el Imperio otomano. Después de eso sirvió como jefe adjunto del Estado Mayor del Ejército búlgaro y comandante de la 8.ª División «Tundzha» . En agosto de 1915 fue ascendido a general de división y nombrado ministro de Guerra.

## Primera Guerra Mundial
Después de su experiencia en las guerras balcánicas, el zar Fernando se negó a tomar el mando del ejército búlgaro y prefirió que el puesto de jefe del Ejército pasase a Zhekov, que lo asumió el 24 de septiembre de 1915. Zhekov era un defensor de la intervención militar de Bulgaria en la guerra del lado de los Imperios Centrales y mandó al Ejército búlgaro hasta el final de la contienda.
Unido al Grupo de Ejército de Von Mackensen, el Primer Ejército búlgaro participó junto a divisiones alemanas y austrohúgnaras en el aplastamiento del ejército serbio, mientras que el Segundo Ejército búlgaro, que se mantuvo bajo control búlgaro directo, se apoderó de Macedonia y desbarató los intentos de socorro a los serbios de la Entente. Con Von Mackensen al mando, el Ejército búlgaro también participó en la campaña de invasión de Rumanía, que concluyó con éxito.
Por separado, Zhekov repelió las ofensivas aliadas emprendidas desde Salónica en el otoño de 1916 y la primavera de 1917 en las batallas de Florina y del lago Prespa. Las fuerzas de Zhekov también participaron en el ataque exitoso contra el puerto de Kavala en agosto-septiembre de 1916. El 6 de octubre de 1916 fue ascendido a teniente general. En el verano de 1918, enfermó y el 8 de septiembre se vio obligado a viajar a Viena para recibir tratamiento médico, dejando el mando del Ejército al su lugareniente, el general Georgi Todorov. Fue durante ese momento cuando una ofensiva de la Entente en Macedonia logró romper las líneas búlgaras en Dobro Polje y obligar al país a capitular. El 4 de noviembre de 1918, Zhekov se retiró del servicio activo y pasó a la reserva.